# Другая сторона джентльмена
«Другая сторона джентльмена» (иер. трад. 君子好逑, кант.-рус.: Куань чи хоу кхау, англ. The Other Side of Gentleman) — гонконгская драма с элементами комедии 1984 года, снятая режиссёром Ринго Ламом по сценарию Барри Вона и Чён Лайлин. В главных ролях Алан Там и Бриджит Линь.

## Сюжет
Байкер Алан Ын Хиуфай, который живёт одним днём и безответственно относится ко всему, что может повлиять на его будущее, становится объектом эксперимента. Общественный комитет хочет проверить гипотезу, что любовь к порядочной женщине сможет побудить мужчину стать достойным членом общества. В качестве «приманки» они выбирают члена комитета Джо Джо. Она уже помолвлена с профессором и боится этого эксперимента, но обнаруживает, что Алан всё больше привлекает её по мере того, как он меняется. Когда она хочет отказаться от эксперимента, её жених говорит Алану, что их отношения были всего лишь экспериментом. Это известие разбивает Алану сердце.

## В ролях
- Алан Там — Алан Ын Хиуфай
- Бриджит Линь — Джо Джо
- Стивен Тун[англ.] — Окси
- Беннет Пхан[англ.] — Сумасшедший
- Чжан Гочжу[англ.] — профессор Чён
- Чань Чивин — Дэнни
- Кань Ичхин[кит.] — дядя Чхиу
- Памела Пак[англ.] — помощница профессора Чёна на собрании
- Вай Кэйсёнь[кит.] — помощник профессора Чёна на собрании

## Саундтрек
Заглавная песня фильма «Источник любви» (кит. трад. 愛的根源) в исполнении Алана Тама была номинирована на 4-й Гонконгской кинопремии как «Лучшая оригинальная песня к фильму».